# So long and thanks for all the shoes
So long and thanks for all the shoes is het zevende studioalbum van de Amerikaanse punkband NOFX, uitgekomen op 11 november 1997 door Epitaph Records.

## Herkomst van de naam
De band wordt vaak gebombardeerd met schoeisel tijdens optredens, dit komt doordat het publiek vaak de schoenen uittrekt van stagedivers en ze dan op het podium gooien. Dit is een vaker voorkomend gebruik in de punkcultuur. Dit en het boek So Long, and Thanks for All the Fish van Douglas Adams hebben het album zijn naam gegeven.

## Nummers
1. "It's My Job to Keep Punk Rock Elite" - 1:21
2. "Kids of the K-Hole" - 2:17
3. "Murder the Government" - 0:46
4. "Monosyllabic Girl" - 0:55
5. "180 Degrees" - 2:10
6. "All His Suits Are Torn" - 2:19
7. "All Outta Angst" - 1:53
8. "I'm Telling Tim" - 1:17
9. "Champs Elysées" (cover van "Les Champs-Elysées" van Joe Dassin) - 2:02
10. "Dad's Bad News" - 2:02
11. "Kill Rock Stars" - 1:33
12. "Eat the Meek" - 3:32
13. "The Desperation's Gone" - 2:25
14. "Flossing a Dead Horse" - 1:46
15. "Quart in Session" - 1:38
16. "Falling in Love" - 5:13
  - Bevat een hidden track

Trivia
- Kids of the K-Hole verwijst naar het nummer "Kids of the Black Hole" van The Adolescents.
- Flossing a Dead Horse verwijst naar het nummer "Flogging a Dead Horse" van Sex Pistols.

## Muzikanten
Band
- Fat Mike - zang, bas
- Eric Melvin - gitaar
- El Hefe - gitaar, trompet
- Erik Sandin - drums

Aanvullende muzikanten
- Serge Slovnik - tuba, trombone
- Nate Albert - chanky" gitaar
- Ryan Greene - tamboerijn
- Spike Slawson - achtergrondzang